# Камала Гарріс
Ка́мала Де́ві Га́рріс (англ. Kamala Devi Harris, [ˈkɑːmələ]; нар. 20 жовтня 1964, Окленд, Каліфорнія) — американська державна і політична діячка, юристка. Віцепрезидент США з 20 січня 2021 року до 20 січня 2025 року. Кандидат на посаду Президента США (2024) від Демократів, після виходу з перегонів президента Байдена. Вона є першою жінкою-віцепрезидентом Сполучених Штатів, а також першою особою афроамериканського й азійсько-американського походження на цій посаді.
Гарріс закінчила Говардський університет та Юридичний коледж Гастінгса при Каліфорнійському університеті. Вона почала свою юридичну кар'єру в офісі окружного прокурора округу Аламеда. Згодом почала працювати в офісі окружного прокурора Сан-Франциско, а потім в офісі міського прокурора Сан-Франциско. У 2003 році її обрали окружним прокурором Сан-Франциско, у 2010 році — генеральним прокурором Каліфорнії, а у 2014 році переобрали на посаду генерального прокурора.
Гарріс була сенатором США від Каліфорнії з 2017 по 2021 рік. Вона перемогла на виборах до Сенату у 2016 році, ставши другою темношкірою жінкою та першою американкою південноазійського походження серед сенаторів США. На посаді сенатора Гарріс виступала за суворіші закони про контроль над зброєю, закон DREAM, федеральну легалізацію канабісу, а також реформи в галузі охорони здоров'я та оподаткування. Вона здобула національну популярність завдяки своїм гострим запитанням до чиновників адміністрації Трампа під час слухань у Сенаті, в тому числі до другого кандидата Трампа на посаду судді Верховного суду Бретта Кавано.
Гарріс брала участь у президентських виборах у США 2020 року, балотуючись на здобуття номінації від Демократичної партії; нетривалий час була серед лідерів демократичних праймеріз, однак наприкінці 2019 року зняла свою кандидатуру. Байден обрав її своїм партнером у передвиборчій гонці, і їхня спільна кампанія перемогла чинного президента й віцепрезидента Дональда Трампа та Майка Пенса на виборах 2020 року. Очоливши рівномірно розколотий Сенат після вступу на посаду, Гарріс відіграла важливу роль як голова Сенату. Вона віддала найбільше вирішальних голосів, ніж будь-який інший віцепрезидент, що допомогло ухвалити такі законопроєкти, як «американський план порятунку» 2021 року та «закон про зниження інфляції» 2022 року.
Після того, як Байден зняв свою кандидатуру з президентських виборів 2024 року, Гарріс розпочала свою кампанію за підтримки Байдена й незабаром стала офіційним кандидатом на посаду президента.
5 листопада 2024 р. програла у президентських виборах у США своєму опонентові Дональду Трампу — 226 голосів колегій виборників (Гарріс) проти 312 голосів у Трампа.

## Раннє життя
Народилася 20 жовтня 1964 року в Окленді, штат Каліфорнія, у подружжі тамілки та ямайця. Її мати, Шаямала Ґопалан — дослідниця раку молочної залози, яка іммігрувала до Сполучених Штатів з Мадраса (нині Ченнаї) в 1960 році. Її батько, Дональд Гарріс — професор економіки Стенфордського університету, який емігрував з Ямайки в 1961 році для вступу в аспірантуру з економіки в Каліфорнійському університеті в Берклі.
Незважаючи на це, Камалу Гарріс часто називають афроамериканкою. Пригадуючи життя своїх бабусь, Дональд Гарріс писав, що одна з них була родичкою власника плантації, а друга — невідомих коренів.

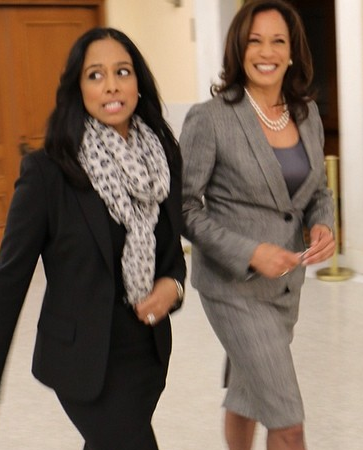
Камала Гарріс (праворуч) з сестрою Маєю в мерії Сан-Франциско, 2014

Її ім'я, Камала, походить від санскритського слова на позначення квітки лотоса. Її сім'я жила в Берклі, Каліфорнія, де обоє її батьків навчалися в аспірантурі. Вона мала близькі стосунки зі своїм дідом по матері, П. В. Гопаланом, індійським дипломатом. У дитинстві вона часто відвідувала свою родину в Безант-Нагарі (район Ченнаї). Змалку Гарріс ходила і до баптистської церкви чорношкірих, і до індуїстського храму. Вона має одну молодшу сестру, Маю Гарріс. Обидві сестри співали в баптистському хорі.
Батьки Гарріс розлучилися, коли їй було сім років, і її мати отримала опіку над дітьми за рішенням суду. Коли Гарріс минуло 12, її мати переїхала з дітьми в Монреаль, Канада, де Ш'ямала отримала дослідницьку позицію у Єврейському госпіталі і викладала в Університеті Макгілла.
Після закінчення Вестмаунтської середньої школи біля центру Монреаля в 1981 році Гарріс навчалася в Університеті Говарда у Вашингтоні, округ Колумбія, за спеціальністю політичні науки й економіка. В університеті Гарріс обрали до студентської ради гуманітарних наук як представницю від першого курсу, вона була членкинею дебатної команди й сестринства Альфа Каппа Альфа.
Далі Гарріс повернулася в Каліфорнію, де в 1989 році здобула ступінь докторки юриспруденції (JD) в Юридичному коледжі імені Гастінгса Каліфорнійського університету Її прийняли в юридичну асоціацію State Bar of California у 1990 році.
21 квітня 2022 року російська влада ввела проти Гарріс персональні санкції.

## Рання кар'єра
З 1990 по 1998 роки Гарріс працювала заступницею окружного прокурора в окрузі Аламіда (Каліфорнія), спеціалізуючись на справах щодо сексуального насилля над дітьми. 1994 року Віллі Браун, тодішній спікер асамблеї Каліфорнії, призначив її до Каліфорнійської апеляційної ради зі страхування на випадок безробіття, а пізніше до Каліфорнійської комісії з медичної допомоги, де працювала до 1995 року. У лютому 1998 року окружний прокурор Каліфорнії Теренс Галлінан найняв Гарріс на посаду свого помічника. Вона очолювала Відділ кримінальних справ щодо досвідчених злочинців, де, керуючи п'ятьма адвокатами, розглядала справи з убивств, крадіжок із проникненням, пограбуваннями, сексуальними злочинами, зокрема справами про третій напад.
2000 року влаштувалася в мерії Сан-Франциско, де працювала на міського прокурора Луїза Ренні. Гарріс очолювала Відділ із питань сімей та дітей, розглядаючи випадки щодо кривдження та зневаги дітей.

### Окружний прокурор Сан-Франциско
На виборах 2003 року Гарріс балотувалася на окружного прокурора Сан-Франциско. Вона проводила «сильну» кампанію проти Теренса Голлінана, критикуючи його діяльність. Гарріс перемогла на виборах, набравши 56 % голосів. 2007 року її переобрали без конкурентів.
Упродовж шести місяців на посаді Гарріс закрила 24 із 74 нерозглянутих справ про вбивства. Вона довела до суду 49 справ про насильницькі злочини та добилася 36 вироків. До 2006 року Гарріс досягла показника покарання за злочини до 67 %, найбільший за десятиліття: за вбивства до 87 %, за торгівлю наркотиками до 74 %. Гарріс також закрила багато справ через угоди про визнання вини.
Вона також наполягала щодо суворіших обмежень для підсудних, причетних до злочинів із використанням зброї: підвищення розміру застави, проти звільнення на підписку про невиїзд, домагалася мінімального 90-денного терміну ув'язнення за приховану чи заряджену зброю. Департамент поліції Сан-Франциско закриття шпарин, якими раніше користувалися підсудні, але також звинувачували її в тому, що вона занадто повільна в переслідуванні підозрюваних у вбивстві. Під час своєї кампанії Гарріс пообіцяла ніколи не підтримувати смертну кару й дотримувалася цього у справі щодо вбивства офіцера поліції Сан-Франциско Ісаака Еспінози, застреленого 2004 року, та Едвіна Рамоса, нелегального іммігранта та ймовірного члена банди MS-13, якого звинувачували у вбивстві чоловіка й двох його синів у 2009 році.

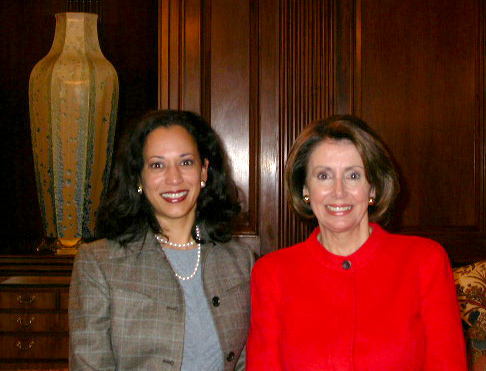
Конгресменка Ненсі Пелосі на зустрічі з новим окружним прокурором Сан-Франциско, Камалою Гарріс 30 березня 2004 року.

Гарріс створила підрозділ із боротьби зі злочинами на підґрунті ненависті, зосередившись на злочинах проти ЛГБТ-дітей і підлітків у школах, та підтримувала A.B. 1160, Закон справедливості для жертв імені Гвен Араухо. 2004 року вона створила Відділ реабілітації Сан-Франциско. За шість років лише 10 % із 200 учасників програми знову скоїли злочин, порівняно з 53 % наркозлочинців Каліфорнії, які повернулися до в'язниці протягом двох років після звільнення. 2005 року як окружний прокурор вона створила підрозділ із боротьби з екологічними злочинами. Гарріс висловила підтримку політиці міста-притулку Сан-Франциско, за якою при кримінальному розслідувані не запитують імміграційний статус.
2006 року в межах ініціативи зі зниження різкого зростання рівня вбивств у місті Гарріс очолила загальноміські зусилля в боротьбі з прогулами серед дітей початкових шкіл у зоні ризику в Сан-Франциско. 2008 року вона назвала постійні прогули важливим питанням для громадської безпеки, наголосивши, що більшість ув'язнених і жертв убивств — це ті, хто кинув школу або постійно не ходив до неї. Гарріс уперше в історії Сан-Франциско притягнула до відповідальності шістьох батьків, чиї діти пропустили щонайменше 50 днів навчання. Її офіс за три роки притягнув до відповідальності сімох батьків, жоден з яких не був ув'язнений. До квітня 2009 року зменшилася на 23 % кількість учнів початкових шкіл, які постійно прогулювали навчання.
2013 року газета San Francisco Weekly повідомила, що Департамент поліції Сан-Франциско та офіс Гарріс захищали Авраама Ґерра-старшого, високопоставленого члена банди Нортеньйо, від повернення до в'язниці через порушення умов звільнення, оскільки Ґерра був інформатором, який надавав інформацію органам влади.

## Генеральний прокурор Каліфорнії

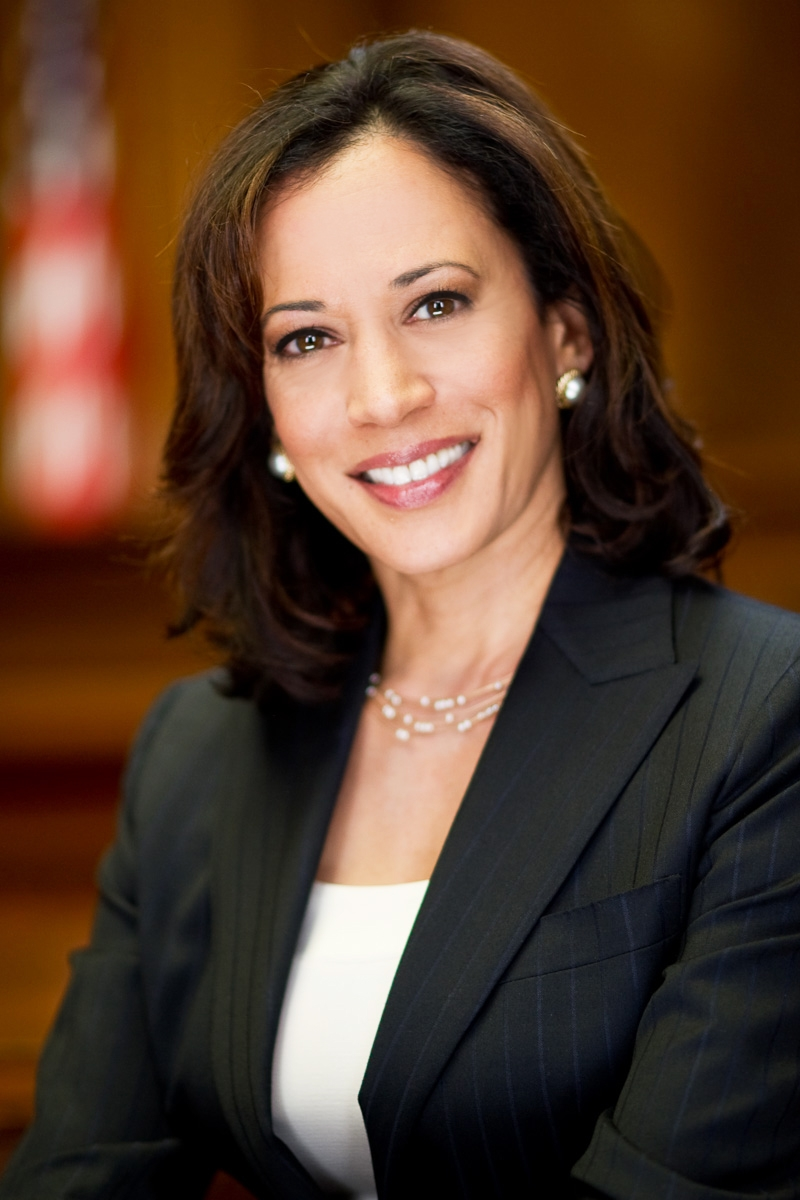
Офіційний портрет генерального прокурора Камали Гарріс у 2010 році

На загальних виборах 2010 року Гарріс перемогла окружного прокурора Лос-Анджелеса від республіканців Стіва Кулі. 3 січня 2011 року вона склала присягу, ставши в історії штату першою жінкою, та першою особою з афроамериканським та азійським походженням, хто обіймав посаду генерального прокурора. У лютому 2014 року Гарріс оголосила про свій намір балотуватися на переобрання. 4 листопада 2014 року її переобрали. Її конкурент від Республіканської партії Рональд Голда набрав лише 42,5 % голосів проти 57,5 % Гарріс.
2011 року вона домоглася двох найбільших в історії Каліфорнії відшкодувань у межах закону про неправдиві претензії за надмірні виплати у програмах Medi-Cal і Medicare. Коли Гарріс обійняла посаду 2011 року, Каліфорнія ще відчувала наслідки іпотечної кризи. 2012 року Гарріс взяла участь у Національному врегулюванні іпотеки проти п'яти банків, забезпечивши 12 мільярдів доларів скорочення боргу для власників державної власності та 26 мільярдів доларів загалом. Того ж року уклала угоду з великими технологічними компаніями, зокрема Apple, Google, Amazon, яка вимагала від додатків у їхніх магазинах відображати політику конфіденційності для захисту персональних даних користувачів. Крім того створила Відділ електронних злочинів у Міністерстві юстиції Каліфорнії, який складається з 20 адвокатів.
Під час її терміну перебування на посаді генерального прокурора Гарріс керувала великими розслідуваннями та судовими переслідуваннями проти транснаціональних злочинних організацій за їхню причетність до насильницьких злочинів, шахрайських схем, торгівлі наркотиками та контрабанди. 2012 року Гарріс підписав угоду з генеральним прокурором Мексики Маріселою Моралес про підвищення координації правоохоронних органів для боротьби зі транснаціональними бандами, які займаються контрабандою й торгівлею людьми через прикордонний пункт Сан-Ісідро.
2013 року Гарріс спільно з політичними лідерами Каліфорнії, зокрема зі спікером Асамблеї Джоном Пересом і президентом Сенату Дарреллом Стайнбергом, ініціювала прийняття Білля про права власників житла, який забезпечував один з найсильніших національних захистів від агресивної тактики викупу житла. Водночас вона відмовилася від подання цивільного позову проти OneWest Bank, що пізніше викликало критику через пожертви, які вона отримала від власника банку Стівена Мнучіна.

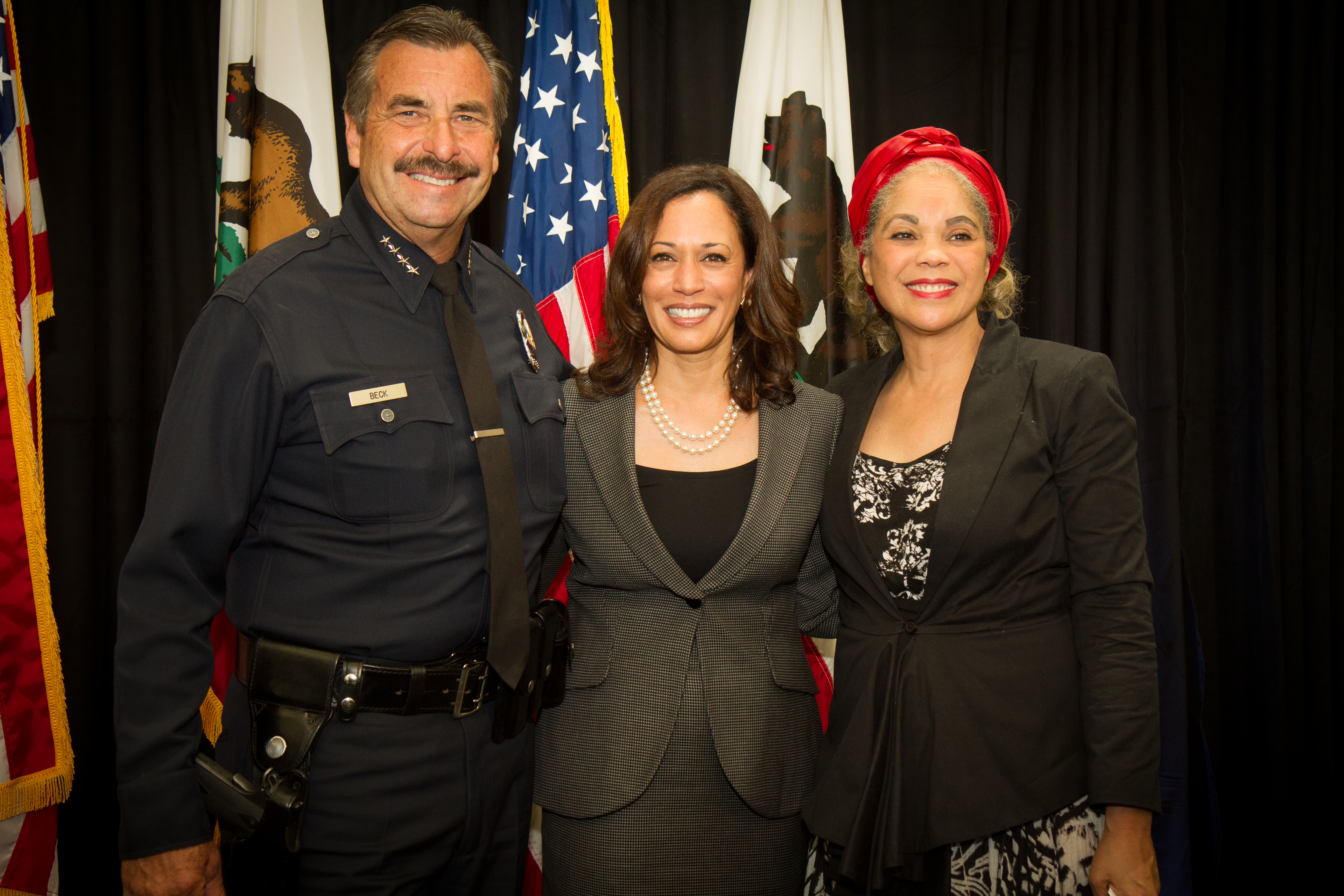
Камала відзначає 50-ту річницю підписання Акту про громадянські права 1964 року

Гарріс 2014 року зіткнулася зі складною ситуацією, пов'язаною з рішенням Верховного суду у справі «Браун проти Плати», яке визнавало каліфорнійські в'язниці переповненими до такої міри, що це суперечило Конституції США. Вона активно захищала позицію штату, водночас працюючи над реформуванням системи кримінальної юстиції. Також тоді вона виступила співавторкою закону, який забороняв використання закону про захисту від гей-паніки в судах, що стало важливим кроком для захисту прав ЛГБТ+ спільноти.
У 2015 році Гарріс досягла вироку на суму $1,2 мільярда проти приватних коледжів Corinthian за оманливу рекламу та інші фінансові зловживання. Тоді ж вона активно боролася у сфері екологічної безпеки. Вона домоглася компенсації в розмірі 44 млн доларів через збитки, пов'язані з розливом нафти після аварії контейнеровоза Cosco Busan. А пізніше розслідувала розлив нафти з трубопроводу на каліфорнійському пляжі Рефухіо та притягнула до відповідальності паливні компанії, які не дотримувалися стандартів безпеки. 12 лютого 2015 року Гарріс оголосила, що засновує нове агентство під назвою Бюро дитячої юстиції, до справ якого належатимуть питання опікунства, системи ювенальної юстиції, прогулів у школі та дитячих травм. Гарріс призначила спеціального помічника генерального прокурора Джіл Габіґ очолювати це управління.
Крім того, Гарріс звернула увагу на проблему в поліції неявної упередженості та застосування надмірної сили, що призводили до смертей. Вона запровадила тренінг «Принципова поліцейська діяльність: процесуальна справедливість і неявне упередження», щоб допомогти співробітникам правоохоронних органів підвищити довіру з громадськістю. Того ж року Міністерство юстиції Каліфорнії стало першим державним агентством, яке вимагало від усіх своїх поліцейських носити натільні камери. У 2016 році Гарріс оголосила про розслідування щодо порушення громадянських прав у двох найбільших та найсмертоносніших правоохоронних органах в окрузі Керн, Каліфорнія.

## Сенат США

Логотип кампанії Гарріс під час виборів у Сенат США від Каліфорнії, 2016

### Вибори 2016 року

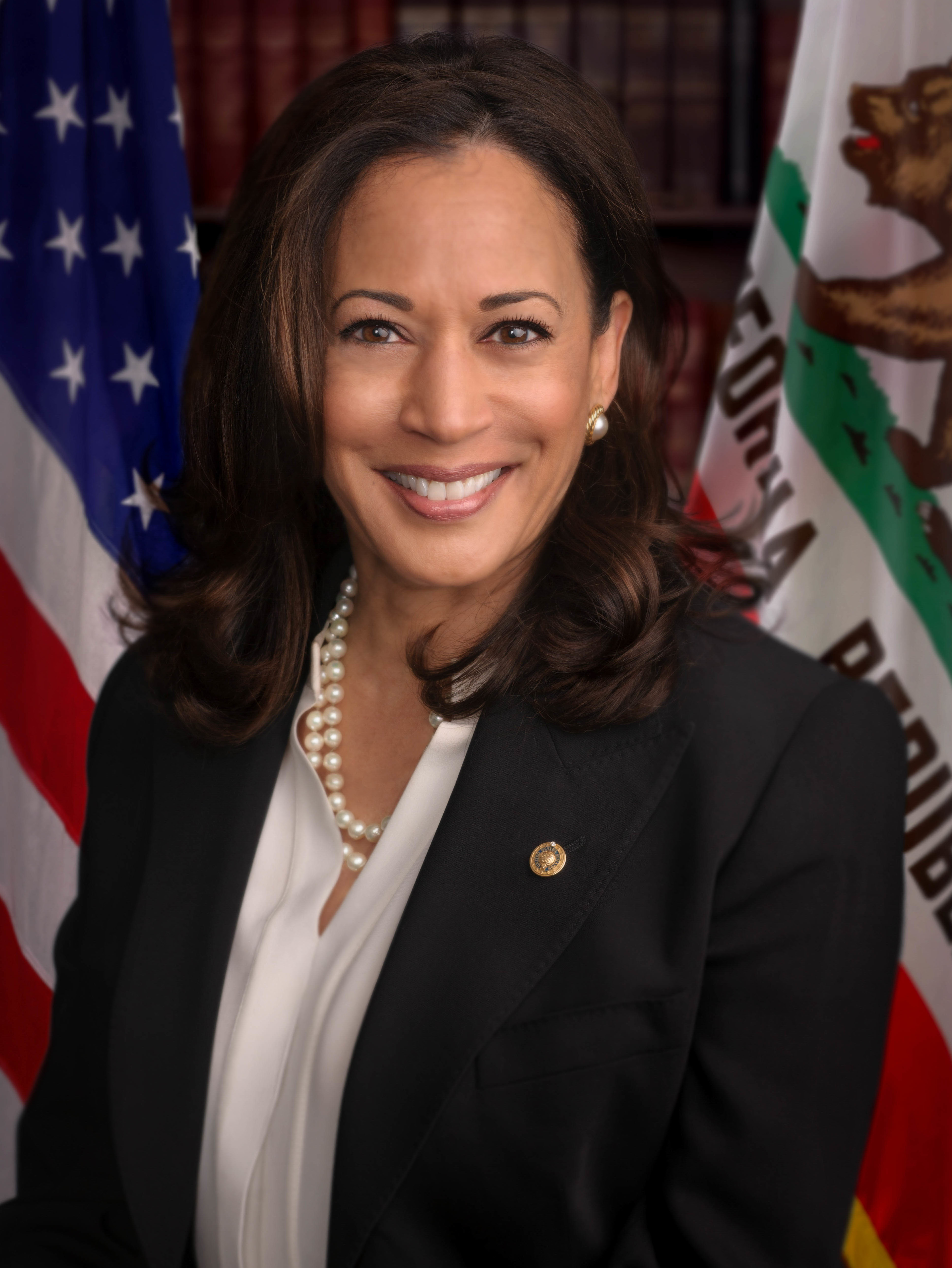
Офіційний портрет Камали Гарріс у 2017 році

Після того, як сенатор Барбара Боксер оголосила про свій намір піти у відставку із Сенату США наприкінці свого терміну у 2016 році (пробувши на посаді сенатора від Каліфорнії 24 роки), Гарріс стала першою кандидаткою, яка оголосила свій намір балотуватися на місце сенатора Боксер. Офіційно про початок своєї кампанії Гарріс оголосила 13 січня 2015 року.
Після проведення масштабного збору коштів у Каліфорнії та Вашингтоні, Гарріс, як повідомлялося, зібрала для своєї кампанії 2,5 млн доларів.
Наприкінці лютого 2016 року Демократична партія Каліфорнії на своїй конвенції підтримала кандидатуру Гарріс, віддавши за неї 78 % голосів — на 18 % більше, ніж 60 %, необхідних для забезпечення підтримки. Губернатор Джеррі Браун підтримав кандидатуру Гарріс 23 травня. 19 липня Гарріс підтримали президент Барак Обама і віцепрезидент Джо Байден.
На загальних виборах Гарріс зіткнулася з конгресменкою Лореттою Санчес, також демократкою, що стало першим випадком, коли республіканець не кандидував на загальних виборах до Сенату, відколи Каліфорнія почала безпосередньо обирати сенаторів у 1914 році.
На виборах у листопаді 2016 року Гарріс набрала 62 % голосів і перемогла Санчес у всіх округах, крім чотирьох. Після своєї перемоги Гарріс пообіцяла захистити іммігрантів від політики новообраного президента Дональда Трампа.
Після обрання в Сенат Сполучених Штатів, Гарріс оголосила про свій намір залишатися генпрокурором Каліфорнії до кінця 2016 року і подати у відставку незадовго до приведення до присяги як сенаторки 3 січня 2017 року. Її наступником губернатор Джеррі Браун призначив конгресмена Хав'єра Бесерру.

### Термін на службі
На початку лютого Гарріс виступила проти призначення Трампом Бетсі Девос на посаду Міністра освіти і Джеффа Сешнса на посаду Генерального прокурора США. Пізніше того ж місяця, у своєму першому виступі у Сенаті, Гарріс критикувала імміграційну політику Трампа. На початку березня Гарріс закликала Генерального прокурора подати у відставку, після того, як стало відомо, що Сешнс двічі зустрічався з послом Росії в США Сергієм Кисляком. 14 березня Гарріс заявила, що скасування Закону про доступне медичне обслуговування зробить охорону здоров'я радше «привілеєм», ніж «громадянським правом».
7 червня 2017 року Гарріс привернула увагу ЗМІ своїми запитаннями до Рода Розенстайна, заступника Генерального прокурора, щодо ролі, яку він зіграв у травневому звільненні Джеймса Комі, директора Федерального бюро розслідувань. 13 червня Гарріс ставила запитання Генеральному прокурору Джеффу Сешнсу на ту ж тему. На слуханнях у січні 2018 року Гарріс допитувала Міністра внутрішньої безпеки Кірстен Нільсен за надавання переваги норвезьким іммігрантам перед іншими.
На слуханні у квітні 2018 року Гарріс ставила запитання генеральному директору Facebook Марку Цукербергу у справі зловживання даними користувачів Facebook.
У жовтні 2018 року Гарріс була однією з цілей спроби бомбардування поштою.

### Членство у комітетах
- Комітет з питань бюджету
- Комітет з національної безпеки та урядових справ
  - Підкомітет з федерального контролю за витратами та надзвичайних ситуацій
  - Підкомітет з питань регулювання та федерального управління
- Вибраний комітет з розвідки
- Комітет судової влади[109]
  - Підкомітет з Конституції
  - Підкомітет з питань нагляду, дії агентств, федеральних прав і федеральних судів
  - Підкомітет з питань конфіденційності, технології та закону

## Віцепрезидентка США

### Передвиборча кампанія 2020 року

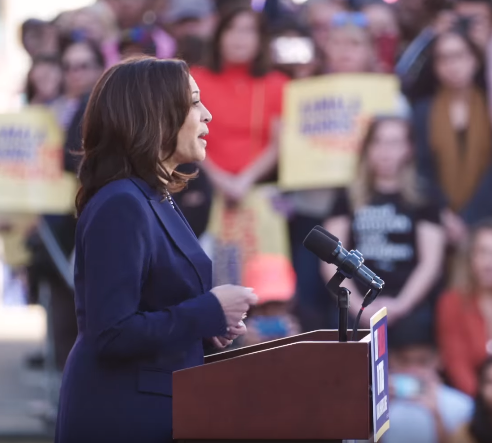
Гарріс оголошує про висування своєї кандидатури на посаду президента 27 січня 2019 року.

Гарріс вважалася головною претенденткою і потенційною лідеркою на праймеріз Демократичної партії з висунення кандидата на посаду президента.
21 січня 2019 року Гарріс офіційно оголосила про свою кандидатуру на посаду президента США на президентських виборах у Сполучених Штатах 2020 року. Упродовж перших 24 годин після того, як Гарріс оголосила про свою кандидатуру, вона побила рекорд зібраних коштів за день після оголошення кандидатури, встановлений Берні Сандерсом у 2016 році. Проте пізніше Сандерс знову побив цей рекорд своїм оголошенням президентської кампанії 2020 року.
27 січня офіційне відкриття її передвиборчої кампанії у Франк-Огава-Плаза в її рідному місті Окленд, Каліфорнія, відвідали понад 20 тисяч осіб. Гарріс нетривалий час була серед лідерів демократичних праймеріз, однак згодом не змогла зберегти цю популярність та мусила знятися з виборів наприкінці 2019 року. 8 березня 2020 року Гарріс підтримала кандидатуру Джо Байдена. Зрештою Байден виграв праймеріз Демократичної партії та став кандидатом від демократів на загальних виборах.
Гарріс тривалий час вважалася однією з найбільш імовірних кандидатур на віцепрезидента від Демократичної партії разом із Байденом, зокрема після того, як Байден публічно пообіцяв обрати кандидатом на віцепрезидента жінку. 11 серпня 2020 року Байден офіційно анонсував, що він обрав кандидаткою на віцепрезидента Гарріс. У цій ролі Гарріс стала першою в історії чорношкірою жінкою, а також першою жінкою азійського походження. Суперник Джо Байдена Дональд Трамп розкритикував Гарріс, ствердивши, що вона дотримується радикальних лівих поглядів.

## Президентська передвиборча кампанія 2024
Після невдалих дебатів для Джо Байдена, які відбулися 28 червня 2024 року між Джо Байденом та Дональдом Трампом, чинний президент Байден зняв свою кандидатуру з перегонів на користь віцепрезидентки Камали Гарріс. 23 серпня 2024 року на з'їзді Демократичної партії США її офіційно затвердили як кандидатку від цієї партії на виборах президента США.

## Політичні погляди

### Аборти
З моменту свого обрання до Сенату, Гарріс утримує 100 % рейтинг групи з адвокації прав на аборти під назвою Фонд дій з планованого батьківства, і 0 % рейтинг групи проти абортів під назвою Національний комітет з права на життя.

### Марихуана
Гарріс спочатку не підтримувала легалізацію рекреаційної марихуани, але пізніше підтримала легалізацію. У травні 2018 року Гарріс оголосила, що підтримає законопроєкт сенатора Корі Букера, який дозволить усунути статус марихуани як препарату Списку I відповідно до Закону про контрольовані речовини. Цей крок також вимагає, щоб федеральні суди автоматично скасовували попередні федеральні засудження за використання або володіння марихуаною, а також встановлює грантову програму, спрямовану на стимулювання погашення судимостей за володіння марихуаною.

### Смертна кара
Гарріс виступає проти смертної кари, але говорить, що розглядатиме кожну справу окремо.

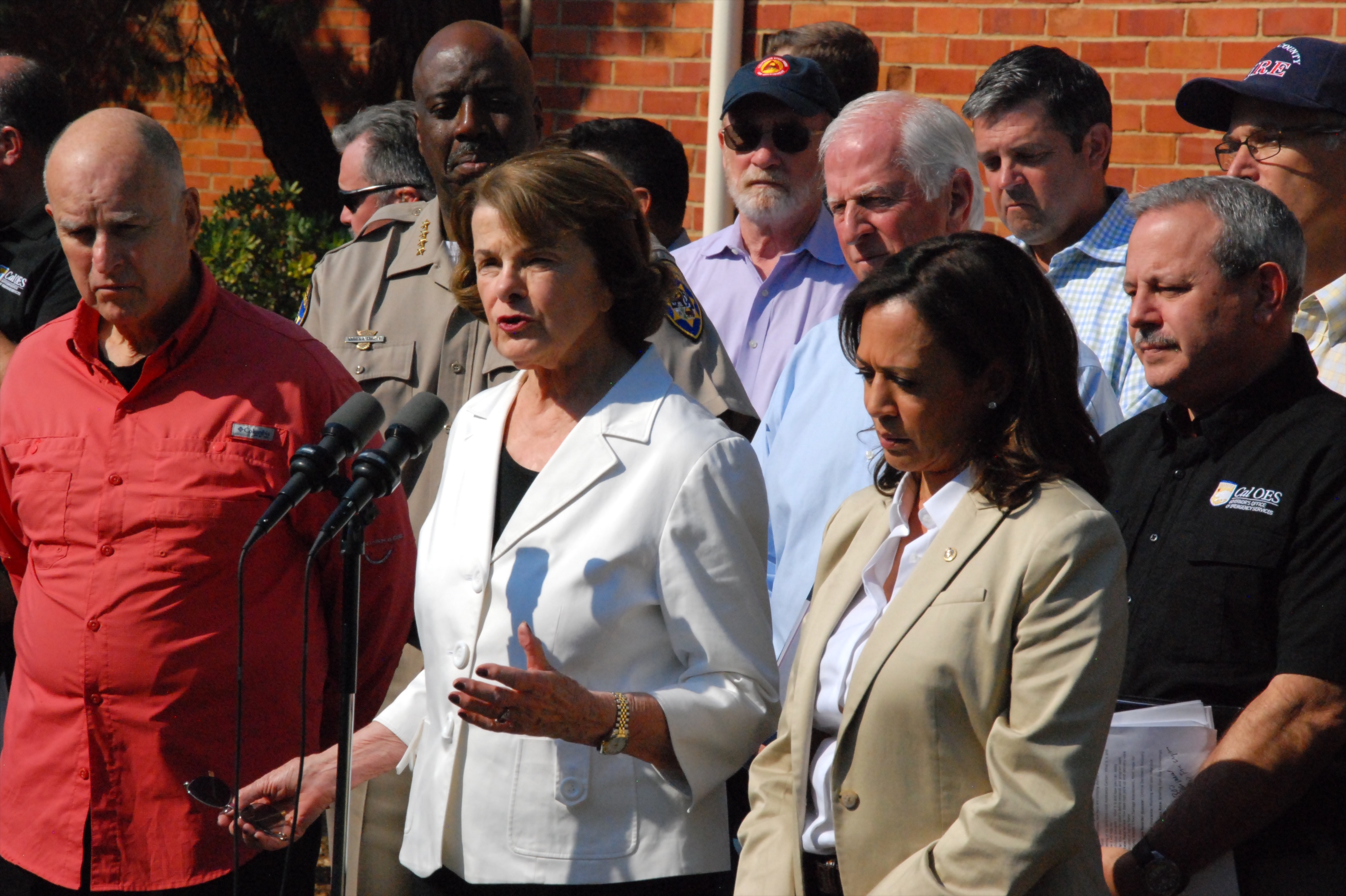
Гарріс з сенатором Даян Файнштайн і губернатором Джеррі Брауном в жовтні 2017 року

Гарріс заявила, що життя без можливості умовно-дострокового звільнення є кращим і більш економічним покаранням. За даними Каліфорнійської комісії з питань справедливого адміністрування правосуддя, смертна кара коштує 137 мільйонів доларів на рік. Якби система змінилася на довічні ув'язнення без можливості дострокового звільнення, щорічні витрати становили б приблизно 12 мільйонів доларів на рік. Гарріс зауважила, що завдяки отриманому надлишку лише у Сан-Франциско можна поставити на службу ще 1000 співробітників поліції.

### Ліквідація наслідків стихійного лиха
У серпні 2018 року Гарріс була однією з восьми сенаторів, які підписали листа до Федерального управління з надзвичайних ситуацій, звинувативши управління у «значному рівні» ненадання допомоги переміщеним домовласникам з Пуерто-Рико після урагану Марія згідно з «Програмою осіб та домашніх господарств».
У лютому 2019 вона ініціювала закон про захист статей допомоги жертвам стихії, який забороняв президентові Трампу потенційно перепрофільовувати ці кошти і використовувати їх для будівництва стіни на кордоні з Мексикою.

### Освіта

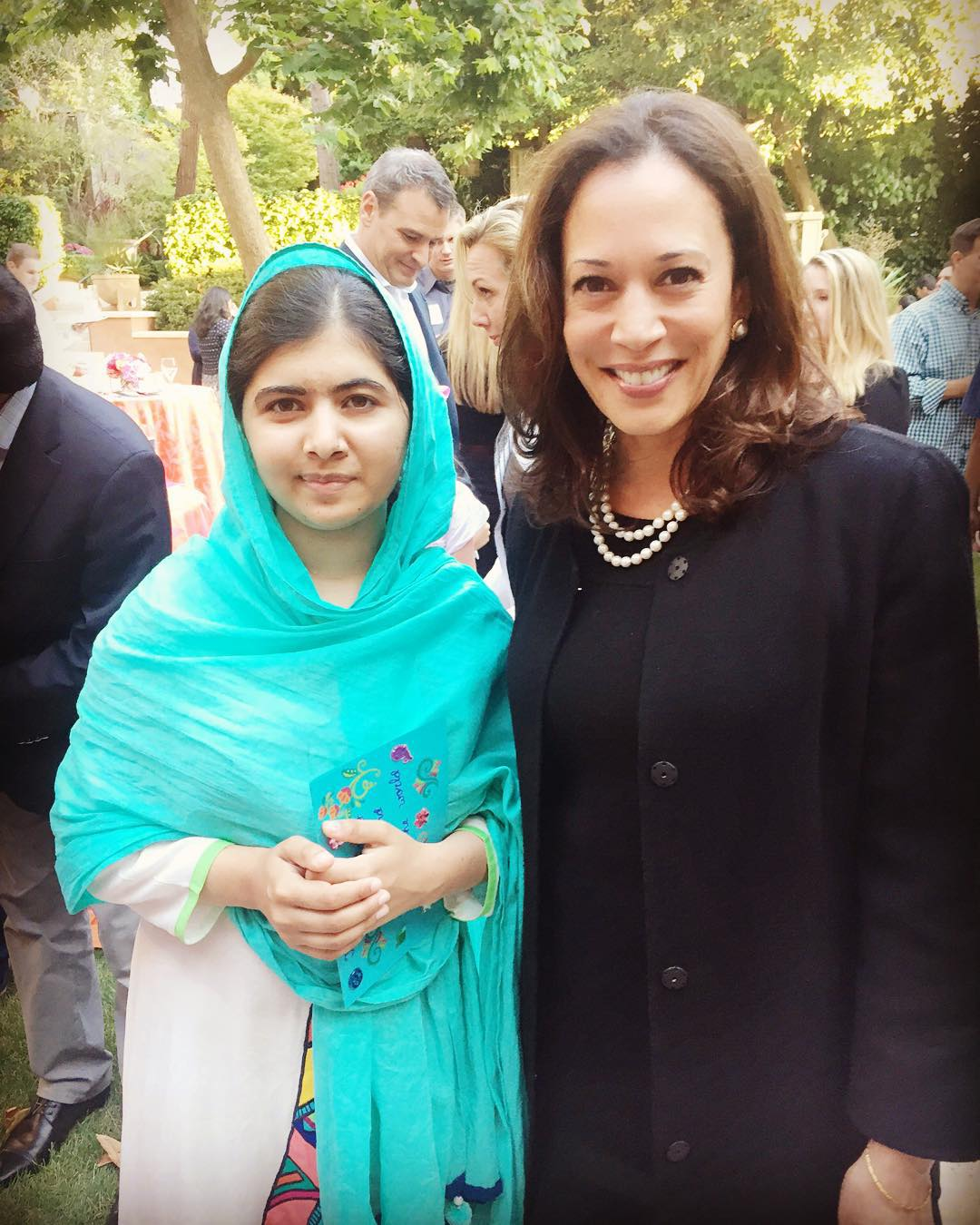
Гарріс і Малала Юсафзай, пакистанська активістка жіночої освіти і лауреат Нобелівської премії

У інтерв'ю з Меттом Лауером у телепрограмі The Today Show та на місцевому телеканалі KGO-TV Гарріс висловилася за трактування «хронічного прогулювання» серед дітей у початковій школі як злочину батьків дітей-прогульників. Вона стверджує, що існує прямий зв'язок між прогулами за звичкою в початковій школі і злочинністю пізніше в житті. Вона отримала підтримку від Каліфорнійської федерації вчителів.

### Захист виборів
21 грудня 2017 року Гарріс стала однією із шести сенаторів, які запропонували «Законопроєкт про захищені вибори», який дозволяє блочні гранти для штатів на оновлення застарілих технологій голосування. Акт також створить програму для незалежної групи експертів для розробки настанов з принципів кібербезпеки для виборчих систем, які штати можуть прийняти за своїм бажанням, а також надасть штатам ресурси для реалізації рекомендацій.

### Довкілля
Під час перебування на посаді окружного прокурора Сан-Франциско, Гарріс створила відділ екологічного правосуддя в адміністрації окружного прокурора Сан-Франциско і переслідувала кілька галузей і осіб за забруднення, зокрема, U-Haul, Alameda Publishing Corporation і Cosco Busan. Вона також виступала за строге дотримання законів про охорону навколишнього середовища.

### Зовнішня політика

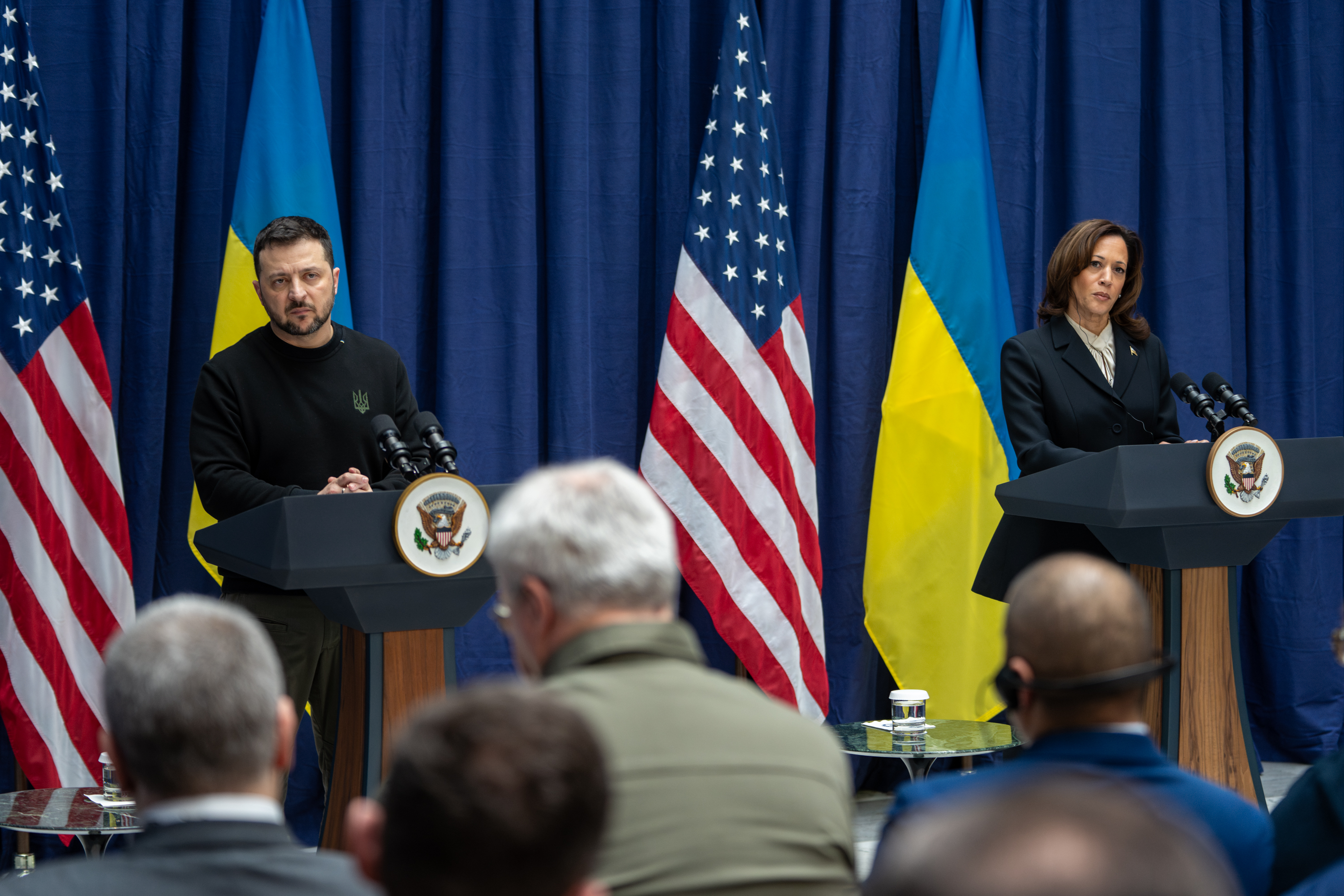
Камала на зустрічі із президентом України Володимиром Зеленським у 2024 році

Виступає за підтримку України у війні з Росією. У ізраїльсько-палестинському конфлікті займає позицію підтримки Ізраїлю для захисту від збройних нападів, а також виступає за право палестинського народу на гідність, безпеку, свободу і самовизначення. 
На думку німецьких ЗМІ, за час каденції Камали Гарріс на посту віцепрезидентки США, сфера зовнішньої політики була найслабшою в її діяльності.

### Зброя
Гарріс отримала рейтинг «F»[уточнити термін] від Національної стрілецької асоціації за свої послідовні зусилля, спрямовані на підтримку контролю зброї. Як окружний прокурор Сан-Франциско, Гарріс разом з іншими окружними прокурорами подала до суду записку amicus curiae у справі «Округ Колумбія проти Геллера», в якій (записці) стверджувалося, що закон округу Колумбія про зброю не порушує Другу поправку. У своєму другому терміні на посаді окружного прокурора вона сказала, що усунення зброї з вулиць є пріоритетом.

### Охорона здоров'я
Камала Гарріс, як віцепрезидент США, має чіткі погляди на реформу системи охорони здоров’я, які спрямовані на забезпечення справедливого доступу до медичних послуг для всіх громадян. Вона підтримує розширення медичного страхування, підкреслюючи, що кожна людина має право на якісну медичну допомогу. Під час праймеріз Демократичної партії 2020 року Гарріс виступала за систему "Medicare for All", яка забезпечувала б універсальне страхування через державну програму. Водночас вона наголошувала на необхідності збереження приватного страхування для тих, хто віддає йому перевагу.
Одним із важливих аспектів її поглядів є боротьба з нерівністю в охороні здоров’я. Камала Гарріс активно звертала увагу на проблему високої материнської смертності серед афроамериканок і закликала до фінансування спеціалізованих програм для підтримки вагітних жінок. Вона наголошувала на необхідності розширення доступу до медичних послуг для вразливих категорій населення, щоб зменшити системні диспропорції. 
Ще одним пріоритетом Гарріс є зниження цін на життєво необхідні ліки, такі як інсулін. Вона пропонує запровадити державний контроль за цінами на рецептурні препарати, щоб зробити їх доступними для сімей із низькими доходами. Її політика спрямована на те, щоб ніхто не залишався без ліків через фінансові труднощі.
Під час пандемії COVID-19 Камала Гарріс виступала за забезпечення безкоштовного тестування та лікування хвороби для всіх громадян. Вона також підтримувала активну вакцинацію, особливо серед вразливих груп населення, щоб гарантувати справедливий розподіл вакцин.

### Імміграція

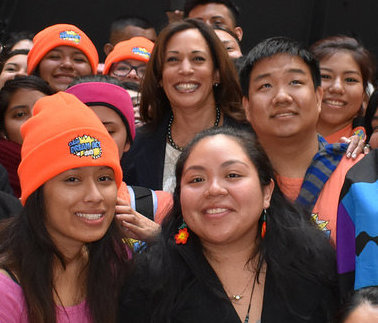
Зустріч з «мрійниками» (DREAMers) у грудні 2017 року

Гарріс висловила підтримку політики Сан-Франциско щодо непідняття питання імміграційного статусу у процесі кримінального розслідування. Гарріс стверджує, що важливо, аби іммігранти могли розмовляти з правоохоронними органами без страху.

### Права ЛГБТ
Під час свого перебування на посаді Генерального прокурора штату Каліфорнія, Гарріс відмовилася захищати заборону штату на шлюб для одностатевих пар у суді. Вона підтримала настанову Обами з підтримки трансгендерних студентів. Після того, як Верховний суд скасував заборону на шлюб для одностатевих пар, Гарріс узаконила перший шлюб одностатевої пари у Каліфорнії.

### Мережева нейтральність
У вересні 2017 року Гарріс була однією з дев'яти сенаторів, які підписали листа до голови Федеральної комісії зі зв'язку (FCC) Ажіта Пая, у якому FCC звинувачувалася у "незабезпеченні зацікавленим сторонам можливості прокоментувати десятки тисяч поданих скарг, які безпосередньо проливають світло на пропоновані зміни до наявних засобів захисту мережевої нейтральності.

### Податки
Податкову політику Камали Гарріс, віцепрезидентки США (2020—2024), можна охарактеризувати як орієнтовану на підтримку середнього класу, зменшення економічної нерівності та підвищення податків для найбагатших верств населення і корпорацій. Гарріс підтримувала збільшення податкової ставки для осіб із доходами понад 600 тис. дол. на рік до 39,6 %, що відновлює рівень, який діяв до змін, запроваджених адміністрацією Дональда Трампа. Для корпорацій вона виступає за підвищення ставки з 21 % до 28 %, а також за збільшення податку на викуп акцій із 1 % до 4 %. Ці заходи спрямовані на скорочення бюджетного дефіциту, який може зменшитися на $1 трлн за десятиліття. У планах Гарріс було розширення податкових пільг для сімей. Вона підтримала відновлення розширеного дитячого податкового кредиту (до $3600 на дитину до 6 років і $3000 для старших дітей) та запропонувала одноразовий кредит до $6000 для сімей із новонародженими. Ці заходи сприяють зменшенню дитячої бідності та підтримці молодих родин.
Ще одним пріоритетом Гарріс є доступне житло. Вона виступає за введення податкового кредиту в розмірі $10 000 для тих, хто вперше купує житло, а також за посилення програм податкових пільг для будівництва доступних будинків і модернізації житла в депресивних районах.

## Плани Камали Гарріс після виборів президента США 2024
Опісля свого програшу 5 листопада 2024 року Дональду Трампу на президентських виборах у США, подальший шлях політикині з позицій Politico може розвиватись за двома сценаріями. У випадку першого — 20 січня 2025 року вона передасть свої повноваження Джей Ді Венсу і почне готуватись до президентських виборів 2028 року в США. За другим можливим сценарієм — вона спробує взяти участь у виборах губернатора штату Каліфорнія в 2026 році.

## Особисте життя
Гарріс одружена з юристом Даґласом Емгоффом, який раніше працював партнером в офісі компанії Venable в Лос-Анджелесі. Вони одружилися 22 серпня 2014 року в Санта-Барбарі, штат Каліфорнія. Сестра Гарріс, Мая Гарріс, — політичний аналітик MSNBC, а її зять, Тоні Вест — генеральний радник Uber і колишній високопосадовець Міністерства юстиції США. Гарріс не має дітей, але її чоловік натомість має двох.